# Mr. Driller Ace
Mr. Driller Ace (ミスタードリラーA, en version originale japonaise) est un jeu vidéo de réflexion développé et édité par Namco sorti en 2002 sur Game Boy Advance.